# Heinrich Wilhelm Brinkmann
Heinrich Wilhelm Brinkmann (* 29. November 1898; † 4. Februar 1989) war ein US-amerikanischer Mathematiker.
Brinkmann studierte an der Stanford University mit dem Bachelor-Abschluss 1920 (und 1920 Instructor) und an der Harvard University mit dem Master-Abschluss 1923 und der Promotion bei George David Birkhoff 1925 (Contribution to the theory of Riemann surfaces). Er war 1921 bis 1922 und 1925 bis 1927 Instructor in Harvard und 1924/25 Benjamin Peirce Instructor in Harvard. 1926 bis 1933 war er Tutor und danach Assistant Professor und später Professor am Swarthmore College, was er bis 1969 blieb. Er unterrichtete zeitweise auch am Bryn Mawr College.
Brinkmann befasste sich mit Analysis. Nach Emmy Noether (Briefwechsel mit Hasse) bewies er die Artinsche Vermutung über die Ganzheit von Artin-L-Funktionen für bestimmte Gruppen, publizierte dazu aber nichts.
Er war mit Elisabeth Wermott Kellogg Brinkmann (1902–1987) verheiratet. Brinkmann liegt in Swarthmore (Pennsylvania) begraben.

## Schriften
- mit Eugene Klotz: Linear algebra and analytic geometry, Addison-Wesley 1971